# モード・ジャズ
モード・ジャズあるいはモーダル・ジャズ（modal Jazz）は、コード進行よりもモード (旋法)を用いて演奏されるジャズ。英語では「モーダル・ジャズ」と呼ばれている。モダン・ジャズのサブ・ジャンルのひとつである。

## 歴史
1950年代後半に試行され始め、1959年リリースの、マイルス・デイヴィスのアルバム『カインド・オブ・ブルー』で完成された。
ビバップをはじめとするモダンジャズでは、コード進行やコードの分解に基づくアドリブ・ソロ（奏者ごとの即興演奏）が行われてきた。ハード・バップに至っては、メロディが洗練された一方で、コードに基づく一つの音階のうち元のフレーズから外れた音が使えないという状況が出てきて制限がさらに増した。その大きな原因は、コード進行だけでなくメロディにおける進行感も演出しようとしたことにある。
そこで、考え方を改め、コード進行を主体とせず、モードに基づく旋律による進行に変更したものが、モード・ジャズである（一説にはハード・バップから洗練・発展したものともいわれる）。バッキングなどの和声の面では多少困難にはなったものの、ソロプレイにおいては飛躍的に自由度が増し、メロディの選択肢も増えた。
欠点は、コード進行によるバッキングやメロディによる劇的な進行がないことである。
機能和声理論では、例えばCメジャーのトニックにおいてC・E・Gは和音構成音、D・F・A・Bは非和声音と定義される。
旋律は和音構成音に帰結するように動き、非和声音に至った旋律がその後跳躍することはない（先取音を除く）。
和声という概念は、民族の壁を越えた大衆の共通認識として創り上げられた概念であるため、必然的に大衆の感覚が基盤となる。しかし、モードの楽曲においては、和音構成音、非和声音といった区別がなくなり、全ての音が等価に扱われる。従って、モードは各々の民族の感覚を利用し、独自性を確立した楽曲を構成するための手段として認識されている。リディアン・クロマティック・コンセプトが礎になっている。
よって、例えば本来、EやCに帰結すべきであるD音が、Aへ跳躍することもあり得るわけである。
特に、モード以前のスタイルとの差別化を図るため、和音構成音に帰結するような動きは意識的に避けられるケースが多い。
また、ベースを含む全てのパートにおいてそういった音の扱いが可能になるため、従来ドミナントペダルとしてしか現れることのなかった第二転回形を、機能和声的な脈絡のないまま出現させる、といった処理も可能になる。
マイルス・デイヴィスはモード・ジャズで最も成功したアーティストであり、アルバム「カインド・オブ・ブルー」はモード・ジャズの可能性を追究した。
そのセッションに参加したアーティスト（テナー・サックス奏者のジョン・コルトレーン、アルト・サックス奏者のキャノンボール・アダレイ、ピアニストのビル・エヴァンスとウィントン・ケリー、ベーシストのポール・チェンバース、ドラマーのジミー・コブ）のうちコルトレーンは1960年代を通してモーダルな即興演奏を他の誰よりも深く追究した。

## 主なミュージシャン
- マイルス・デイビス
- ビル・エバンス
- ギル・エヴァンス
- フィル・ウッズ
- スコット・ラファロ